# Legionářská literatura

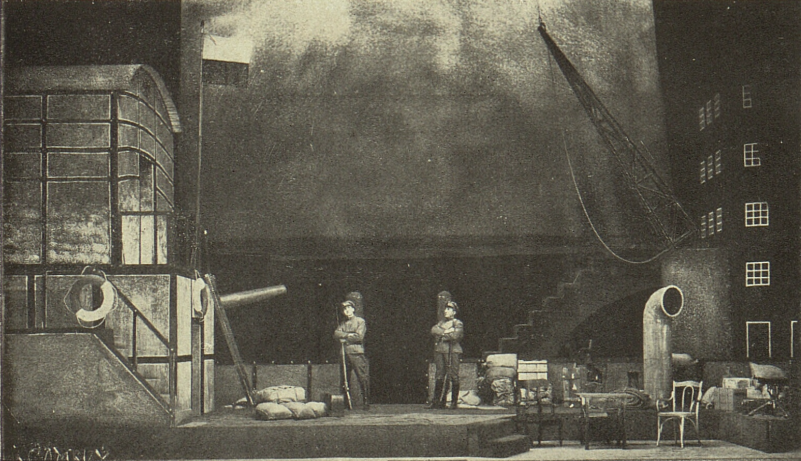
Premiéra dramatu R. Medka Plukovník Švec v Národním divadle v Praze 27. října 1928

Legionářská literatura je označení pro specificky československý literární proud, označující psanou tvorbu někdejších příslušníků československých legií během první světové a ruské občanské války. Zahrnuje především vzpomínkové spisy a faktografické publikace, rovněž však povídková, románová, dramatická či básnická díla, jejichž autoři prodělali přímý pobyt v prostředí, o kterém následně psali. Spisy většinově tématizují čs. legionáře v Rusku, absolvující po skončení první světové války tzv. sibiřskou anabázi, v menším počtu pak čs. legie ve Francii a v Itálii.
Tento druh literatury vznikal a byl vydáván během První republiky, kdy byl velmi populárním, několik děl se také v tomto období dočkalo svých filmových zpracování. V období druhé světové války a německé okupace Čech, Moravy a Slezska v letech 1939 až 1945 a následně pak po nastolení komunistického režimu v ČSR v únoru 1948 se pak ocitl na indexu zakázaných knih, stejně tak legionáři v obou těchto totalitních obdobích prožili politické perzekuce.
Boje na východní frontě absolvoval také anarchistický spisovatel Jaroslav Hašek, jeho satirický román Osudy dobrého vojáka Švejka se však do legionářské literatury neřadí.

## Charakteristické znaky
Forma vykazuje prvky realismu, obecně pak nese znaky snah o líčení legionářů v hrdinském a leckdy výhradně pozitivním světle.

## Představitelé
- Josef Dýma
- Petr Fink
- Radola Gajda
- Jeronym Holeček
- Václav Kaplický
- Josef Kopta
- Jaroslav Kratochvíl
- František Kryštof
- František Kubka
- František Langer
- Rudolf Medek
- Josef Cheth Novotný
- Ferdinand Pražský
- Rudolf Raše
- Bohuslav Suchánek
- Václav Valenta
- Rudolf Vlasák
- Adolf Zeman
- Oldřich Zemek
- Antonín Zhoř